# Rio Gârcu
O Rio Gârcu é um rio da Romênia, afluente do Lotrioara, localizado no distrito de Sibiu.